# Hinvi
Hinvi är ett arrondissement i kommunen Allada i Benin. Det hade 3 604 invånare år 2002.